# Liste der nationalen Antarktisprogramme

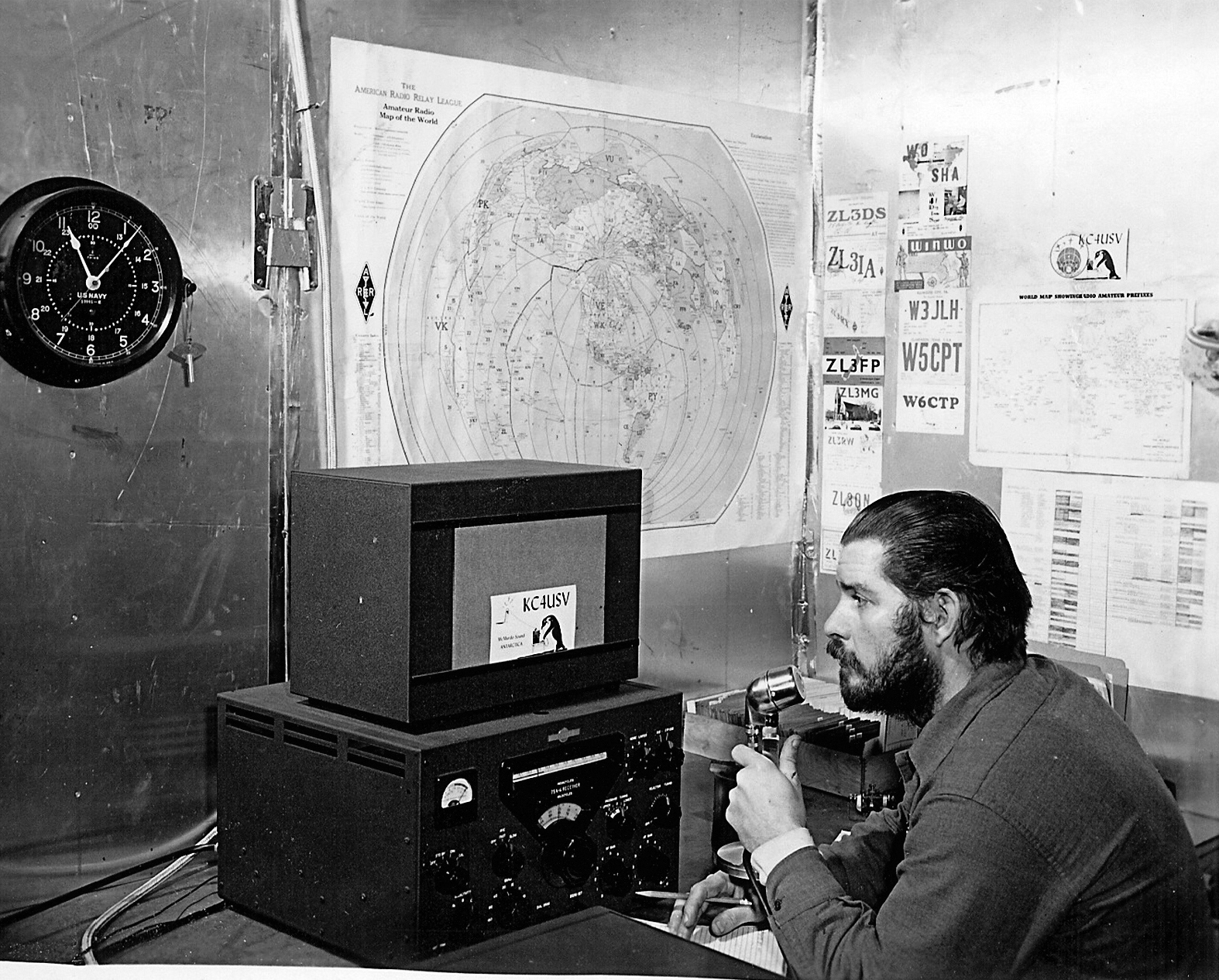
Amateurfunkstation in der McMurdo-Station, 1956

Diese Liste enthält die nationalen Antarktisprogramme einzelner am Antarktisvertrag beteiligter Staaten.
| Staat                  | ISO-Code | Status | Seit | Nationale Behörde |
| ---------------------- | -------- | ------ | ---- | --- |
| Argentinien            | AR       | S      | 1959 | Dirección Nacional del Antarctico Instituto Antarctico Argentino |
| Australien             | AU       | S      | 1959 | Australian Antarctic Division, Kingston (Tasmania) |
| Belgien                | BE       | S      | 1959 | Belgian Federal PPS Science Policy, Brussels |
| Brasilien              | BR       | K      | 1983 | Commisao Interministerial para os Recursos do Mar Programa Antártico Brasileiro |
| Bulgarien              | BG       | K      | 1998 | Antarctic Institute, Sofia |
| Chile                  | CL       | S      | 1959 | Instituto Antarctico Chileno, Puntas Arenas |
| China                  | CN       | K      | 1985 | The Chinese Arctic and Antarctic Administration, Beijing Polar Research Institute, Shanghai, State oceanographic administration, Beijing                                                            |
| Dänemark               | DK       | A      | 1965 | |
| Deutschland            | DE       | K      | 1981 | Alfred-Wegener-Institut für Polar- und Meeresforschung, Bremerhaven |
| Ekuador                | EC       | K      | 1990 | Ecuadorian Antarctic Program, Instituto Oceanográfico, Guayaquil |
| Estland                | EE       | A      | 2001 | |
| Finnland               | FI       | K      | 1989 | Finnish Institute of Marine Research, Helsinki |
| Frankreich             | FR       | S      | 1959 | Französisches Polarinstitut Paul Emile Victor (IPEV), Plouzane |
| Griechenland           | GR       | A      | 1987 | |
| Guatemala              | GT       | A      | 1991 | |
| Indien                 | IN       | K      | 1983 | National Centre for Antarctic and Ocean Research, Goa |
| Italien                | IT       | K      | 1987 | ENEA, Rom |
| Japan                  | JP       | S      | 1959 | National Institute of Polar Research, Tokyo Ocean and Earth Division, Research and Development Burea, Ministry of Education, Culture, Sports, Science and Technology, Tokyo                         |
| Kanada                 | CA       | A      | 1988 | Polar Continental Shelf Project Canadian Polar Institute |
| Kolumbien              | CO       | A      | 1989 | |
| Nordkorea              | KP       | A      | 1987 | |
| Südkorea               | KR       | K      | 1989 | Koreanisches Polarforschungsinstitut (KOPRI) |
| Kuba                   | CU       | A      | 1984 | |
| Neuseeland             | NZ       | S      | 1959 | Antarctica New Zealand, Christchurch |
| Niederlande            | NL       | K      | 1990 | The Netherlands Council for Earth and Life Sciences, Den Haag |
| Norwegen               | NO       | S      | 1959 | Norsk Polarinstitutt |
| Österreich             | AT       | A      | 1987 | |
| Papua-Neuguinea        | PG       | A      | 1981 | |
| Peru                   | PE       | K      | 1989 | Instituto Antartico Peruano |
| Polen                  | PL       | K      | 1977 | Department of Antarctic Biology, Polish Academy of Sciences |
| Rumänien               | RO       | A      | 1971 | |
| Russland               | RU       | S      | 1959 | Arctic, Antarctic and Marine Dptmt. Russian Federal Service for Hydrometeorology and Environmental Monitoring, Moscow Russian Antarctic Expedition, Arktisches und Antarktisches Forschungsinstitut |
| Schweden               | SE       | K      | 1988 | The Swedish Polar Research Secretariat, Stockholm The Swedish Polar Research Secretariat Logistic Centre, Jarvalla                                                                                  |
| Schweiz                | CH       | A      | 1990 | |
| Slowakei               | SK       | A      | 1993 | |
| Spanien                | ES       | K      | 1988 | Comité Polar Español, Ministerio de Ciencia y Tecnología, Madrid |
| Südafrika              | ZA       | S      | 1959 | Department of Environmental Affairs and Tourism, Directorate Antarctic and Islands |
| Tschechische Republik  | CZ       | A      | 1993 | |
| Türkei                 | TR       | A      | 1995 | |
| Ungarn                 | HU       | A      | 1984 | |
| Ukraine                | UA       | A      | 1992 | Ukrainian Antarctic Centre of Ministry of Education and Science of Ukraine, Kiev |
| Uruguay                | UY       | K      | 1985 | Instituto Antartico Uruguayo, Montevideo |
| USA                    | US       | S      | 1959 | National Science Foundation Office of Polar Programs, Arlington VA |
| Venezuela              | VE       | A      | 1999 | |
| Vereinigtes Königreich | UK       | S      | 1959 | British Antarctic Survey, Cambridge |

Status: S ursprünglicher Signatarstaat 1959, K Konsultativmitglied mit Jahr des Stimmrechtserwerbs, A assoziiertes Mitglied mit Jahr der Unterzeichnung (Stand August 2004)